# Château de Massebeau
Le château de Massebeau est un château situé en France sur la commune de Murat, en région Auvergne-Rhône-Alpes.

## Historique
La seigneurie de Massebeau est mentionnée pour la première fois en 1315, faisant alors partie de la vicomté de Murat. Le château est construit dans la seconde moitié du XVe siècle.

### Protection
Les façades et toitures sur cour, le plafond à caissons de la grande pièce au premier étage du bâtiment nord, ainsi que les deux cheminées du bâtiment sud, sont inscrits au titre des monuments historiques par arrêté du 6 novembre 1980.

## Description
L'édifice se compose de deux ailes opposées, séparées par une cour. Un mur clôture la cour à l'ouest, tandis qu'à l'est, un porche s'ouvre. Un autre porche, accolé à l'aile gauche, mène au vallon. Chaque aile présente, au centre de sa façade sur la cour, une tour d'escalier. À l'intérieur, le premier étage de l'aile nord conserve un plafond à caissons, et au sud, deux cheminées monumentales marquent l'architecture de l'édifice,.